# あッ
「あッ」は、1986年9月21日にリリースされた田原俊彦の27作目のシングル。

## 背景
同曲で、同年12月の『第37回NHK紅白歌合戦』に7年連続7回目の出場を果たしたが、翌1987年の『第38回NHK紅白歌合戦』以降は出演していないため、これが自身最後の紅白歌合戦出場となった。

## リリース
1986年9月21日に、キャニオン・レコードのNAVレーベルから7インチレコードとして発売された。

## 収録曲
| 全作詞: 阿久悠、全作曲: 宇崎竜童。 |              |        |            |          |
| #                                  | タイトル     | 作詞   | 作曲・編曲 | 編曲     |
| 1.                                 | 「あッ」     | 阿久悠 | 宇崎竜童   | 大村憲司 |
| 2.                                 | 「お嬢さん」 | 阿久悠 | 宇崎竜童   | 新川博   |